# Asshole
Asshole ("Culo" en español) es el segundo álbum en solitario del cantante, bajista y compositor de origen israelí Gene Simmons, conocido por ser el cofundador de la banda de hard rock-heavy metal estadounidense Kiss, lanzado al mercado el 8 de junio de 2004 a través de Sanctuary Records. Debido a lo explícito del título, este no aparece en la portada, mientras que en el lomo se encuentra censurada como ***hole.
El álbum contiene canciones escritas por el mismo Gene Simmons en colaboración con Bob Dylan y Frank Zappa. También se encuentra como guitarrista invitado Dave Navarro interpretando la canción "Firestarter" de The Prodigy, la cual contó con un vídeo promocional.

## Lista de canciones
1. "Sweet & Dirty Love (3:03)
2. "Firestarter" (Cover de The Prodigy, con Dave Navarro) (3:20)
3. "Weapons of Mass Destruction" (3:44)
4. "Waiting for the Morning Light" (3:22)equisde.
5. "Beautiful" (4:04)
6. "Asshole" (3:19)
7. "Now That You're Gone" (3:20)
8. "Whatever Turns You On" (3:14)
9. "Dog" (3:07)
10. "Black Tongue" (4:28)
11. "Carnival of Souls" (3:26)
12. "If I Had a Gun" (2:59)
13. "1,000 Dreams" (3:19)

## Personal
| - Gene Simmons-Vocalista, guitarrista rítmico y bajista en canción 3, bajista en 1, 7, 10, 11 - Mark Addison-Baterista, bajista, tecladista y corista en canción 5 - Michelle Casio-Corista en canción 8 - Dan Cuprier-Baterista en canción 8 - Jeff Diehl-Tecladista en canción 7 - Zachary Grant-Corista en canción 7 - Ritchie Kotzen-Guitarrista en canciones 10, 11 - Bruce Kulick-Guitarrista en canciones 1, 3 - Brian LeBarton-Piano en canción 8 - Holad McRae-Guitarrista líder en canción 8 - Dave Navarro-Guitarrista en canción 2 - Kylie O'Brien-Corista en canción 7 - Chris Parrish-Corista en canción 11 - Steve Parrish-Corista en canción 11 - Thomas Ruud-guitarrista líder y rítmico en canción 6 | - Eric Singer-Baterista en canciones 1, 3 - Nina Singh-Guitarrista, baterista, percusiones y corista en canción 5 - Frank Albin tostrup-Baterista, bajista guitarrista rítmico y percusiones en canción 6 - Louise Tweed-Corista en canción 8 - Shannon Tweed-Corista en canción 8 - Nick Simmons-Corista en canción 8 - Sophie Tweed Simmons-Corista en canción 7 - Nira Weiss-Corista en canción 8 - Dave Williams-Corista en canción 8 - Ahmet Zappa-Corista en canción 10 - Dweezil Zappa-Solo de guitarra y corista en canción 10 - Frank Zappa-Guitarrista y voz en canción 10 - Moon Zappa-Corista en canción 10 - Gayle Zappa-Corista en canción 10 |